# 川越観光自動車川越営業所
川越観光自動車川越営業所（かわごえかんこうじどうしゃかわごええいぎょうしょ）とは川越観光自動車（川越観光バス）にあった営業所である。2003年4月に森林公園営業所開設に伴い閉所となった。跡地は川越胃腸センター・クリニックとなっている。

## 沿革
- 1933年 - 川越自動車 本社営業所として開設。
- 1976年 - 川越観光自動車 川越営業所となる。
- 1998年 - 東武バスより西武文理高校線の移管を受ける。
- 2003年4月 - 森林公園営業所開設により閉所。

## 配置車両

### 観光バス時代
東武グループで唯一IBMボディのいすゞガーラが配置されていたことで知られている。川越営業所所属車が「所沢」ナンバーだったのに対して、東松山営業所所属車は「熊谷」ナンバーであったため、見分けがついた。

### 路線バス時代
和光市内循環の小型車と文理学園スクールバスで使用される元東武バスのLV（前中扉）などが配置されていた。また、上尾市内循環バスに使用される車両も配置上は川越営業所所属になっていたが実際は東武バス上尾営業所に配置されていた。

## 所管路線（閉所時）
- 鶴ヶ島駅 - 西武文理高校
- 和光市内循環バス　北コース
- 和光市内循環バス　南コース
- 上尾市内循環バス